# Beardsley Electric Company
Beardsley Electric Company war ein US-amerikanischer Hersteller von Automobilen.

## Unternehmensgeschichte
Volney S. Beardsley hatte bereits Erfahrungen im Automobilbau bei Beardsley & Hobbs Company und Auto Vehicle Company gesammelt. Am 29. August 1913 gründete er ein eigenes Unternehmen in Los Angeles in Kalifornien. Watt Moreland war Vizepräsident und John T. Shannon der Konstrukteur. 1914 begann die Produktion von Automobilen. Der Markenname lautete Beardsley. 1915 erfolgte der Umzug nach Culver City, ebenfalls in Kalifornien. Zu der Zeit waren 40 Personen beschäftigt. Mangel an Teilen aufgrund des Ersten Weltkriegs sowie das nachlassende Interesse an Elektroautos führten zum Untergang. Im Februar 1917 erschien die letzte Anzeige des Unternehmens. Wenig später endete die Produktion. Insgesamt entstanden 661 Fahrzeuge.
Die Moreland Motor Truck Company übernahm das Unternehmen.

## Fahrzeuge
Im Angebot standen ausschließlich Elektroautos. Die Leistung der Elektromotoren ist nicht überliefert. Die Reichweite betrug über 160 km. Im Laufe der Jahre gab es verschiedene Modelle und Aufbauten. Die Radstände sind nicht bekannt.
Von 1914 bis 1916 bestand das Sortiment aus dem Model 100-B als fünfsitzigem Brougham, Model 200-B als zweisitzigem Roadster und Model 300-B als fünfsitzigem Victoria.
1917 gab es einige Änderungen. Der fünfsitzige Brougham wurde nun Model 100 genannt. Der Roadster Model 200 hatte nun drei Sitze. Der Victoria entfiel. Neu hinzu kamen das Model 400 als viersitziger Brougham und das Model 500 als leichter viersitziger Runabout.

## Modellübersicht
| Jahr      | Modell      | Aufbau                  |
| --------- | ----------- | ----------------------- |
| 1914–1916 | Model 100-B | Brougham 5-sitzig       |
| 1914–1916 | Model 200-B | Roadster 2-sitzig       |
| 1914–1916 | Model 300-B | Victoria 5-sitzig       |
| 1917      | Model 100   | Brougham 5-sitzig       |
| 1917      | Model 200   | Roadster 3-sitzig       |
| 1917      | Model 400   | Brougham 4-sitzig       |
| 1917      | Model 500   | Light Runabout 4-sitzig |

## Produktionszahlen
| Jahr  | Produktionszahl |
| ----- | --------------- |
| 1914  | 147             |
| 1915  | 128             |
| 1916  | 173             |
| 1917  | 213             |
| Summe | 661             |